# Szapsugski Rejon Narodowy
Szapsugski Rejon Narodowy (ros. Шапсугский национальный район, adyg. Шапсыгъэ Националнэ Район) – autonomiczna szapsugska jednostka administracyjna utworzona w ZSRR 6 września 1924 r. Wchodziła w skład kolejno: Kraju Północnokaukaskiego, Kraju Azowsko-Czarnomorskiego (od 10 stycznia 1934 r.) i Kraju Krasnodarskiego (od 13 września 1937 r.) Rosyjskiej FSRR.
Stolicami były kolejno nadmorskie miasto Tuapse, od 1930 Krasno-Aleksandrowskoje (dzisiejszy Kależ), od 1931 Sowiet-Kwadże i po przyłączeniu do rejonu od 1934 Lazarewskoje. Początkowo rejon dzielił się na 4 sielsowiety. W roku 1934 był już podzielony na 8, a w 1941 na 7 sielsowietów. 
Jednostka administracyjna została zlikwidowana 27 maja 1945 r. 

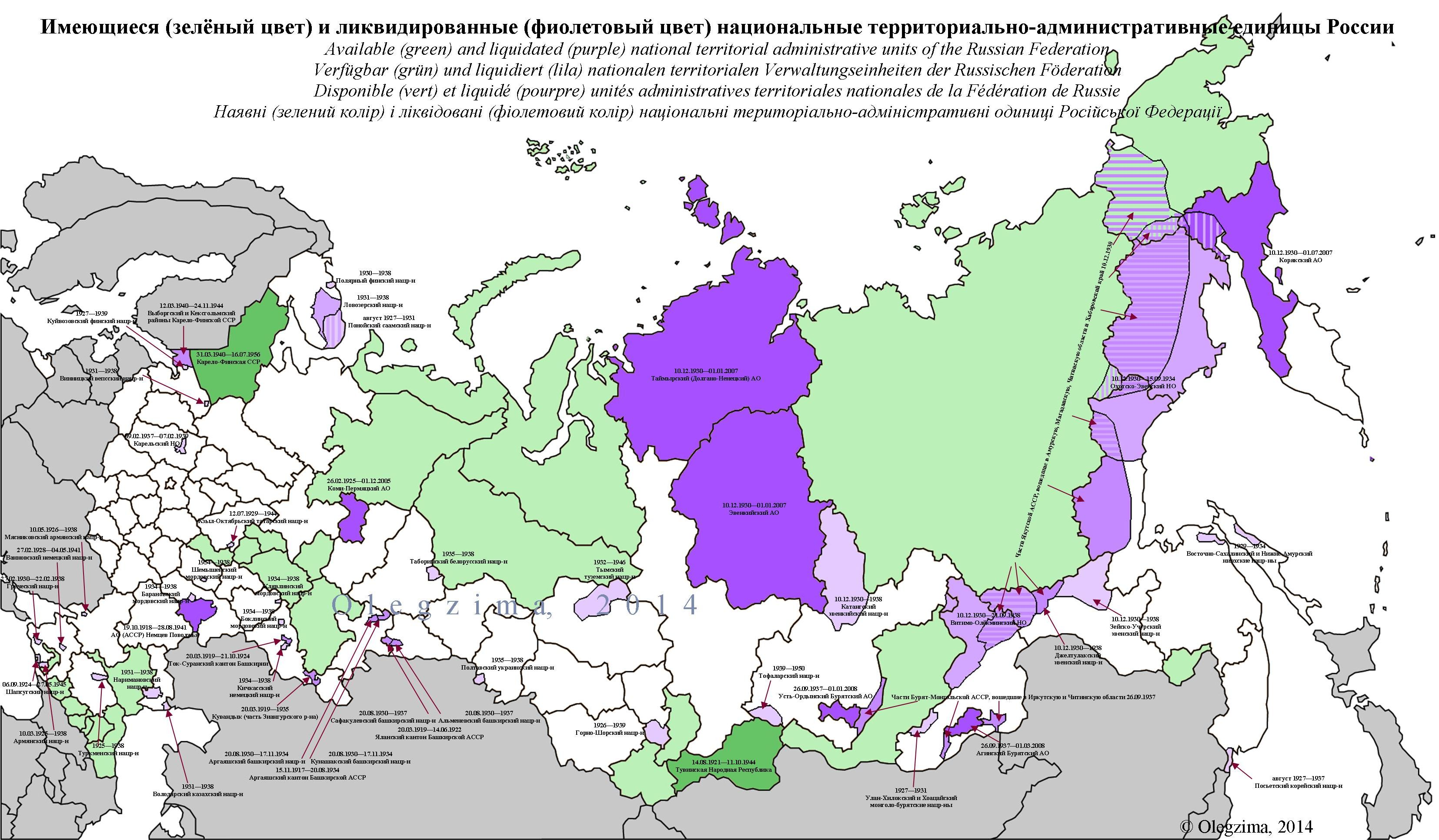
Mapa zlikwidowanych narodowych autonomii Rosji z zaznaczonym Szapsugskim Rejonem Narodowym w zachodniej części